# Spui 10
Spui 10 is (van oorsprong) een winkel/warenhuis aan het Spui, Amsterdam. Het pand in de stijl van het eclecticisme werd in de periode 1891-1892 gebouwd naar een ontwerp van architect Eduard Cuypers. Het telt 4 bouwlagen (begane grond, een entresol, twee verdiepingen onder een kap) op een vierkant grondplan. Het pand verving drie grote oude pakhuizen waarin een in 1891 afgebrande 'stoomtimmerfabriek' gevestigd was. In het gebouw is later nog de Holland-Afrika Lijn (VNS) gevestigd geweest. 
Aan de gevel is een hoekornament geplaatst door Atelier Van den Bossche en Crevels. In het ornament is een vlakke ruimte uitgespaard waarin ooit de plaquette van de opdrachtgever H.F. Jansen sierde.
Het gebouw werd in 2001 op de rijksmonumentenlijst geplaatst.